# Tino Eisbrenner

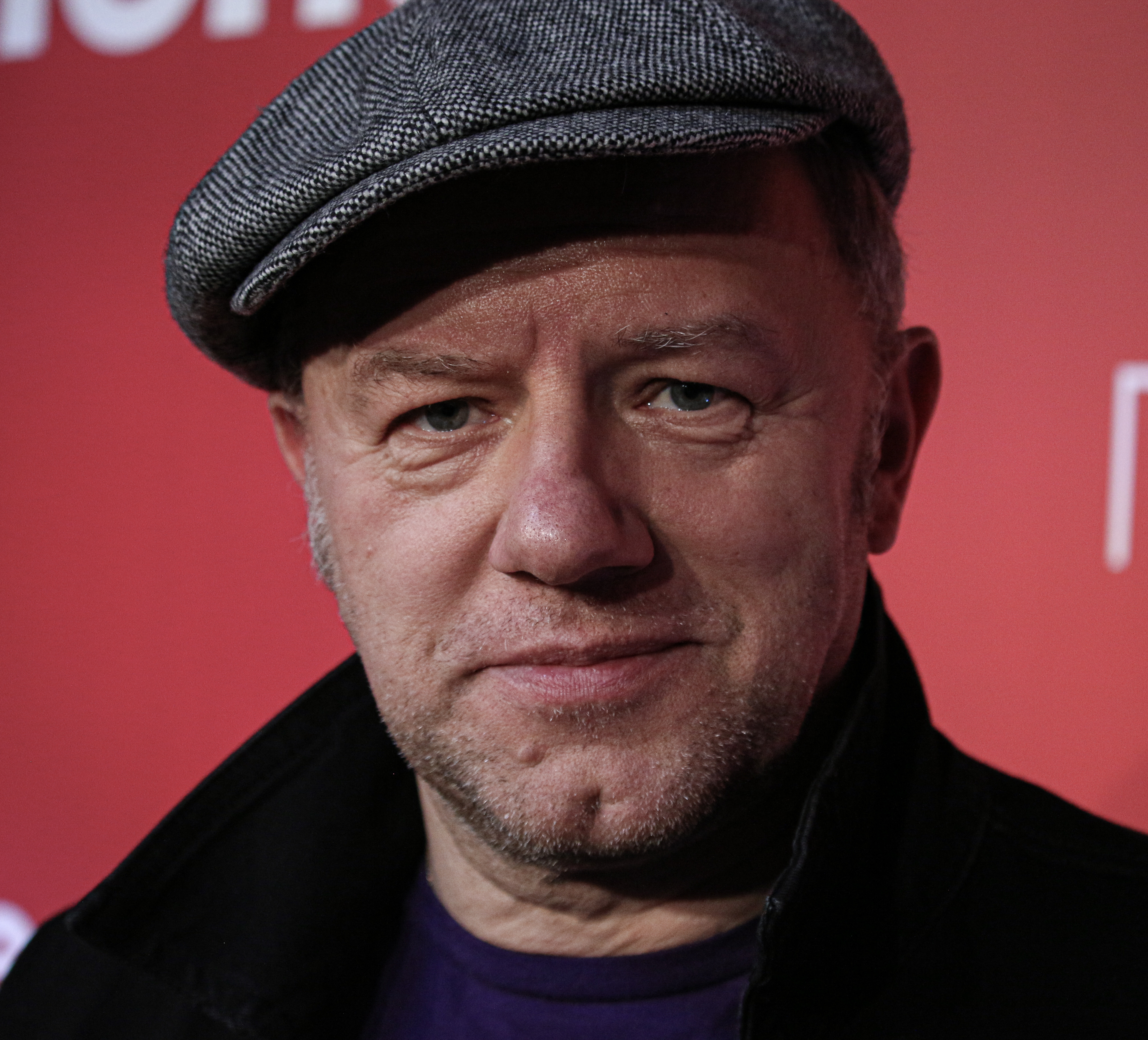
Tino Eisbrenner (2025)

Tino Eisbrenner (* 11. November 1962 in Rüdersdorf bei Berlin) ist ein deutscher Liedermacher, Theaterdarsteller, Komponist, Musikproduzent und Moderator.

## Leben
Von 1970 bis 1973 lebte er in Bulgarien, da seine Eltern dort beruflich tätig waren. 1981 erhielt er die Aufnahme des Schauspielstudiums an der Hochschule für Musik und Theater „Felix Mendelssohn Bartholdy“ Leipzig. Der Studienbeginn sollte 1983 sein. Im selben Jahr gründete er mit Schulfreunden die Amateurband Jessica, die bereits 1984 zur beliebtesten Newcomerband der DDR gekürt wurde. Daher trat er sein Studium nicht an. Von 1984 bis 1986 tourte die Band durch alle Ostblockstaaten. 1986 veröffentlichten sie das Album Spieler und erhielten einen Berufsausweis. Nach Konflikten mit der Generaldirektion beim Komitee für Unterhaltungskunst wurde die Band aufgelöst, indem einzelne Mitglieder zum Wehrdienst eingezogen wurden. Eisbrenner verfolgte daraufhin ab 1987 seine Solokarriere und es entstand als erstes die LP Tino (Produzent Matthias Schramm). 1988 scheiterte die Wiedervereinigung von Jessica.
1987 arbeitete er an Theatern mit eigenen Brechtabenden und einem Tucholsky-Programm.
Nach Erscheinen seiner Solo-LP erfolgten ab 1990 Tourneen durch Deutschland, Österreich, Nicaragua und die Sowjetunion bis nach Sibirien.
Von 1992 an war Eisbrenner Kulturmanager der Berliner Kulturstätte Pfefferberg. 1993 moderierte er eine Spielshow bei VOX; im folgenden Jahr erschien sein Soloalbum Willkommen in der Welt, das von Heinz Rudolf Kunze und Heiner Lürig produziert worden war. 1995 veranstaltete er verschiedene Chansonprogramme und er unternahm eine Konzertreise in die USA. 1996 erfolgten verschiedene Moderationen und Tourneen.
1997 veröffentlichte er sein Buch Achterbahn, oder wie viele Leben hat ein Stern, und es erfolgten mehrere Lesereisen. Zwischen 1996 und 1998 lebte und arbeitete er bei mexikanischen Indianern. 1998 startete Eisbrenner sein Brechtprogramm Alles was Brecht ist. Das Album Grönland-Hawaii seines Weltmusikprojektes Der Wilde Garten wurde veröffentlicht. In der Band spielten Georgi Gogow (City), Mattias Lauschus, Tino Eisbrenner und Manfred Henning (City). Es erfolgte die Gründung von BIG CIRCLE int., einem Verein zur Unterstützung indigener Kulturen, und Eisbrenner startet eine Finnlandtour mit Der Wilde Garten.
1999 veröffentlichte er sein Soloalbum Stark sein bei Monopol. Ebenfalls erhielt Eisbrenner eine Nebenrolle in der TV-Serie Helicops. Eine weitere Finnlandtour war seine Lesereise, die Arctic Mystery Tour.
Im Folgejahr startete er seine dritte Finnlandtour, die Arctic Mistery Tour III. mit dem Gastmusiker Nick Beggs (Kajagoogoo) in Vorbereitung auf sein neues Album. Ebenfalls 2000 erfolgte die Gründung der Agentur Pow Wow Agents zur Organisation von Veranstaltungen mit indianischen Künstlern.
2001 veröffentlichte Eisbrenner sein Album Lust mit Der Wilde Garten und absolvierte einige Solotourneen mit mexikanischen Indianern. 2002 gründete er sein Label Mañana Records. Im selben Jahr erfolgte auch eine Neuauflage des Jessica-Albums Spieler, und der Jessica-Hit Ich beobachte Dich erschien als Single und als Video. Eisbrenners Soloalbum Wege übers Land (live) erschien. Sein „Kulturhof“ Vier Winde Hof entstand in Mecklenburg-Vorpommern aus einem alten Bauernhof. Seit 2002 findet dort jährlich Anfang August für drei Tage das Hoffest Musik statt Krieg statt. Gäste waren bisher unter anderem IC Falkenberg, Dorit Gäbler,  Gojko Mitić, Aurora Lacasa, Barbara Thalheim und Band sowie weitere Künstler aus Chile, Afrika, Bulgarien, Frankreich, Großbritannien, den USA, Russland, der Ukraine, Brasilien, Nicaragua und Mexiko.
Bei der Abschlusskundgebung der Berliner Friedensdemonstration No War on Iraq im Jahre 2003 sang er vor einer halben Million Menschen. Sein Soloalbum Mango erschien 2004.
Im selben Jahr gab Eisbrenner mit dem Journalisten Christian Hentschel das in der DDR beliebte Musikmagazin Melodie und Rhythmus neu heraus. Eine Konzert- und Studienreise nach Chile unternahm er 2005. Während dieser Tour besuchte er die Mapuche-Indianer, für die er einen Schulneubau organisiert hatte. Wieder in Deutschland startete er ein Konzertprogramm mit lateinamerikanischen Songs in deutscher Nachdichtung. Seine erweiterte Autobiographie Von Heute auf Morgen und das Album No. 9 erschienen 2005.
Eisbrenner war Redakteur und Koproduzent des Albums Was ist das Leben? – Gojko Mitić spricht indianische Texte und Gedanken. Wegen seiner vielen Projekte stieg er aus dem Chefteam von Melodie und Rhythmus aus. Eine weitere Konzert- und Studienreise durch Chile unternahm er 2006. Er unterschrieb einen Beratervertrag mit der Westernstadt El Dorado Templin. Sein 25. Bühnenjubiläum feierte er 2006 bei den Schlossgartenfestspielen Neustrelitz, wo er symbolisch einige seiner alten Hits beerdigte. Im selben Jahr veröffentlichte Eisbrenner seine Single El Dorado Song.
2007 gründete er die mobile Indianerschule Coyotl. Sein zehntes Album Balladen 1992-2007 erschien am 27. Juli 2007.
2009 gründete Eisbrenner mit dem Gitarristen, Komponisten und Produzenten Heiner Lürig die Band Hausboot. Im November 2009 erschien das Album Strom ab, die Songs Wär nicht schwer und Eisernes Reich erschienen als Radiosingles. Das zweite Hausboot-Album „Fluss der Zeit“ erschien Ende März 2017, gefolgt im Januar 2020 vom Album Die letzten heiligen Dinge.

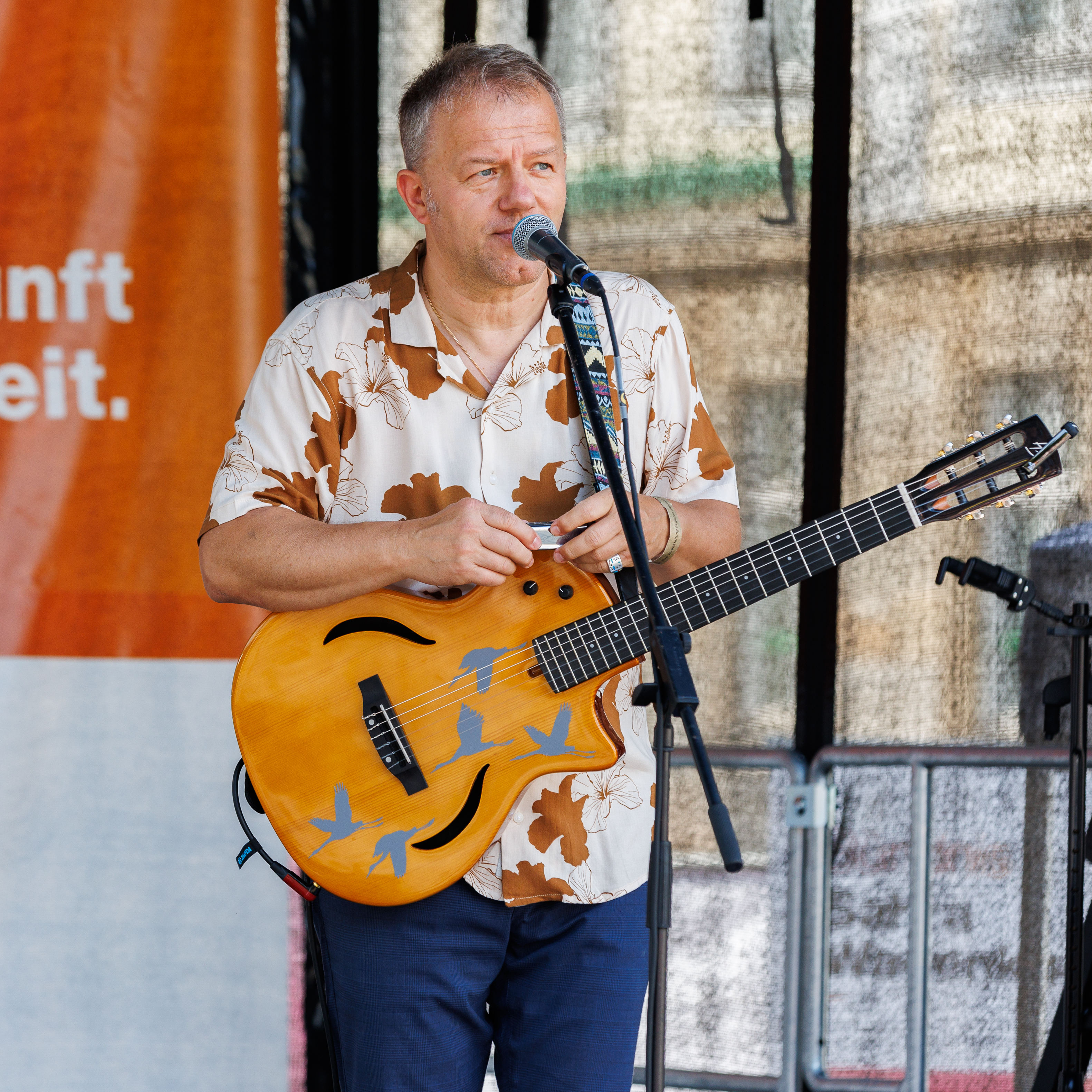
Eisbrenner (2024)

2011 erfolgte eine Reunion von Jessica. Tino Eisbrenner, André Drechsler (Gitarre), Janek Skirecki (Bass) und Olaf Becker (Schlagzeug) spielten nach 25 Jahren das erste Mal wieder zusammen. Der Berliner Frannz-Club und der Güterbahnhof Neubrandenburg waren zweimal ausverkauft. Für Gründungsmitglied Ralf Böhme (Keyboard) spielte Morten Luxenburger. Begleitend erschien bei Sony ein Eisbrenner-Best-Of mit dem Namen Ich beobachte Dich – 3 Dekaden Songs, auf dem auch diverse Remakes sowie ein gänzlich neuer Jessica-Song enthalten waren.
Eisbrenners „LiteraTouren“ begannen 2013 zu seinem Album Brecht. 2015 veröffentlichte er seine Version von Heinrich Heines Deutschland. Ein Wintermärchen und tourt damit. Sein drittes musikalisch-literarisches Programm heißt „Eisbrenners Wahlverwandtschaften“. Erstmals beschränkte er sich dabei nicht auf einen Dichter, sondern brachte Songs und Gedichte verschiedener Jahrhunderte zusammen in einen Abend. Ebenfalls 2015 veröffentlichte Tino Eisbrenner sein Album Barfuß in Kakteen, das er ausschließlich mit lateinamerikanischen Musikern einspielte.
Am 21. Juni 2023 erklärten Tino Eisbrenner und Heiner Lürig gemeinsam das Ende ihrer Zusammenarbeit als Hausboot.
Eisbrenner ist verheiratet.

## Politische Positionen
Im Jahr 2012 hatte sich Eisbrenner als Kandidat der Linkspartei für den Landtag in Mecklenburg-Vorpommern aufstellen lassen. Er tritt bei zahlreichen Friedensdemos auf, unter anderem auch bei Veranstaltungen der Zeitung Junge Welt und der DKP.
Gemeinsam mit seiner Ehefrau Sofia Eisbrenner gründete Tino Eisbrenner am 14. August 2015 den eingetragenen Verein Friedensgesellschaft Musik statt Krieg. Das deutsch-russische Paar wirbt mit dem Verein für Frieden und Völkerverständigung und wendet sich gegen den „Kalten Krieg“, der „mittels medialer Halbwahrheiten und Lügen“ geführt wird. Bereits seit 2002 findet auf seinem Vier-Winde-Hof, einem alten Bauernhof, einmal im Jahr das dreitägige Hoffest Musik statt Krieg statt.
Eisbrenner ist Unterzeichner und Hauptinitiator des offenen Briefs „Kultur ist Frieden, Frieden braucht Kultur“ vom Mai 2022, der sich gegen die Verschärfung wirtschaftlicher und kultureller Russland-Sanktionen wendet.
Eisbrenner war 2023 auf dem Moskauer Musikfestival Der Weg nach Jalta aufgetreten und hatte mit der russischen Sängerin Zara das Kriegslied Schurawli (deutsch: Kraniche) auf Deutsch vorgetragen. Der staatliche Fernsehsender Rossija 24 übertrug die Veranstaltung. Die Anreise über Istanbul war ihm von den Organisatoren bezahlt worden. Der Lausitzer Kreisverband der Linkspartei zog daraufhin seine Einladung an Eisbrenner für das Weltfriedensfest am 1. September in Cottbus zurück.
Daraufhin wurde Eisbrenner von der Geschäftsführerin der Berliner Rosa-Luxemburg-Stiftung, Daniela Trochowski, zu einem Gesprächs- und Liederabend mit der linken Bundestagsabgeordneten Gesine Lötzsch eingeladen, auf dem er auch seine Version von Schurawli abwechselnd auf Deutsch und Russisch vortrug. Im Gesprächsteil lobte er den russischen Präsidenten Wladimir Putin für dessen Wirtschaftspolitik sowie seine Besonnenheit im „Konflikt mit der Ukraine und der NATO“. Laut Eisbrenner hätte jeder andere Staatsmann schon vor dem Februar 2022 losgeschlagen.
Im Jahr 2024 nahm Eisbrenner erneut am Moskauer Musikfestival teil, diesmal als Mitglied der Jury.

## Diskografie

### Alben
- 1986: Spieler (mit der Gruppe Jessica, LP, Amiga)
- 1989: Tino (LP, Amiga)
- 1994: Willkommen in der Welt (Buschfunk)
- 1999: Stark sein (Monopol), Re-Release 2020 (M8 Musik, Heiner Lürig)[15][16]
- 2002: Wege übers Land (Mañana Records)
- 2004: M.a.n.g.o
- 2005: No. 9 (Teil der Autobiografie Von heute auf morgen)
- 2006: Gojko Mitic – Was ist das Leben? (Musik/Produktion: Eisbrenner & Drechsler)
- 1996: Songcollection 1986–1996 inklusive Jessica-Hits (Sampler; BMG Ariola)
- 2007: Balladen 1992–2007
- 2012: Fremde Strände
- 2017: November
- 2020: Indigo, veröffentlicht unter den Namen Eisbrenner & Tatanka Yotanka (13. November) als CD und Vinyl
- 2025 Kompass

### Singles
- 1987: Die kleinen Mädchen / Money / Spiel mit Feuer / Ich sterbe für Dich (EP; Amiga)
- 1997: Lachen (Monopol)
- 1999: Himmelblau (Monopol)
- 1999: Sha la la (Monopol)
- 1999: Wir folgen dem Wind (Monopol)
- 2000: Du schmeißt dich auf mein Leben (Monopol)
- 2001: Schnee soll fallen (Monopol)
- 2002: Ich beobachte Dich 2002 (Harth Musik Verlag)
- 2003: (F)Rohe Weihnacht
- 2006: El Dorado Song
- 2009: Immer wenn ich dich seh (als Gruppe Hausboot zusammen mit Heiner Lürig; Wunschkind Media+Merchandising GmbH)
- 2020: Ich beobachte dich – Remake 2020[17] (produziert von Heiner Lürig)

### Alben als Texter und Sänger vonHausboot
- 2009: stromab (Label: Wunschkind)
- 2017: Fluss der Zeit (Label: Rakete Medien)
- 2020: Die letzten heiligen Dinge (Label: Monopol Records)[18]

## Literarische Werke
- 2005: Von Heute auf Morgen, Autobiographie (inkl. Album No.9). Steffen Verlag, Friedland (Meckl.), ISBN 3-937669-56-6 (1997 schon erschienen unter dem Titel: Achterbahn, oder wie viele Leben hat ein Stern)
- 2008: Vagabundenherz, Gedichte
- 2019: Das Lied vom Frieden – Reisebilder eines Songpoeten. ISBN 978-3-86557-465-7.